# Metapodoctis formosae
Metapodoctis formosae is een hooiwagen uit de familie Podoctidae.